# Spindizzy Worlds
Spindizzy Worlds è un videogioco rompicapo pubblicato dalla Activision, per Amiga e Atari ST nel 1990. Venne in seguito pubblicato per Super Famicom, nel 1992, e Super Nintendo Entertainment System, nel 1993, dalla Ascii Entertainment e sullo Sharp X68000 e sul NEC PC-9801 nel 1992 dalla Arsys Software con il nome Spindizzy II. 
Il gioco è il seguito del titolo del 1986 Spindizzy. Come il predecessore, utilizza una visuale isometrica e il giocatore controlla un dispositivo robotico, simile a una trottola, di nome GERALD,  Geographical Environmental Reconnaissance And LandMapping Device (Dispositivo di Mappatura E Riconoscimento Geografico Ambientale), che ha il compito di esplorare e mappare un sistema stellare prima che venga distrutto.

## Modalità di gioco
GERALD ha controlli limitati, infatti è in grado solamente di muoversi in giro mediante l'utilizzo di acceleratore e freno, non può saltare, attaccare, né effettuare altre azioni. Il giocatore deve guidare il dispositivo attraverso una serie di livelli, che presentano molti ostacoli, nemici e rompicapo basati sul trovare ed azionare interruttori nell'ordine corretto, spostandosi tra strettoie, evitando di cadere, e trovando tutte le gemme sparse per una sezione. GERALD non può saltare autonomamente, ma può raggiungere piattaforme più alte e attraversare spazi larghi accelerando e saltando grazie a piani inclinati o rampe, o ancora utilizzando piattaforme mobili, teletrasporti o piattaforme che lo fanno rimbalzare. 
La vita di GERALD, chiamata carburante, è piena all'inizio di ogni livello e si consuma lentamente nel tempo, specialmente quando si effettuano movimenti bruschi. Cadere da luoghi alti su una superficie, cadere dal fondo di un livello e entrare in contatto con i nemici e gli ostacoli gli fa perdere della vita, ma questa viene ricaricata in piccola parte alla fine di ogni sezione di un livello e raccogliendo le gemme sparse all'interno della maggior parte dei livelli. Alcuni livelli contengono nemici, ma hanno solo un ruolo di disturbo e non devono essere eliminati per andare avanti nel gioco. I livelli possono essere visti da quattro angolazioni differenti, ad angoli di 90° le une dalle altre, il giocatore controlla la telecamera manualmente; alcuni oggetti o sentieri potrebbero essere nascosti dietro alcune piattaforme da una prospettiva, ma essere perfettamente visibili da un'altra.
Per iniziare, la schermata di selezione del livello è diviso in due gruppi di livelli, chiamati sistemi stellari facili e difficili, sono chiamati invece Easydizzy e Spindizzy nella versione per SNES. Il sistema stellare più difficile contiene livelli più complessi e un numero più alto di livelli rispetto al sistema facile. In entrambi, un gruppo di pianeti rappresenta i livelli e, nonostante il giocatore possa scegliere il livello da giocare, i pianeti esterni, più facili, devono essere completati prima di poter selezionare quelli interni, più difficili. 
La stella centrale è il livello finale e si può selezionare solamente una volta completati tutti gli altri. I livelli hanno tutti un nome individuale e possono avere differenze a livello grafico o nello stile di gioco. Nella versione per SNES, una volta terminato un livello, il pianeta esplode e il livello non può essere rigiocato; al giocatore viene poi data una password.
Il gioco è stato classificato come tredicesimo gioco migliore di sempre da Amiga Power.